# أدولف ماركوز
أدولف ماركوز (بالألمانية: Adolf Marcuse ) (و. 1860 – 1930 م) هو عالم فلك من ألمانيا . ولد في ماغديبورغ.
توفي في برلين، عن عمر يناهز 70 عاماً.